# Desextinción

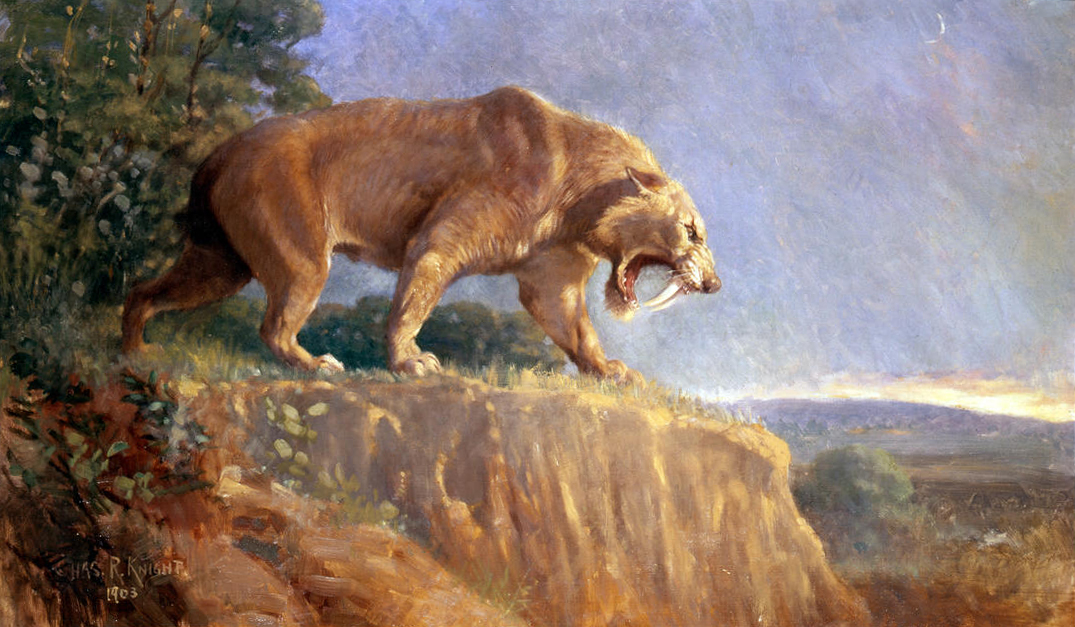
Pintura de un smilodon en el Museo americano de ciencias naturales. El tigre con dientes de sable es uno de tantos candidatos a ser desextinguido.

La desextinción es el conjunto de técnicas que permiten volver a engendrar a un ejemplar o incluso revivir una especie extinta completa ya desaparecida.[cita requerida] Se han postulado tres técnicas de desextinción y se han probado dos de estas con animales extintos recientemente. Por el momento, todos los casos han arrojado pobres resultados, pero ambas han demostrado su viabilidad.
La desextinción presenta multitud de problemas técnicos y también de otra índole, como legales o éticos, por ello muchos científicos se manifiestan en contra de subvencionarla con fondos públicos, dejándola solo para la iniciativa privada.
El sueño de volver a ver vivas especies desaparecidas ha ocupado un espacio considerable dentro de la literatura y el cine, sobre todo en el género de ficción científica. Esta profusión ha contribuido a crear la idea de ser algo al alcance los medios existentes en el siglo XX y XXI. Sin embargo, estas obras abordan el tema considerando a las especies revividas como un peligro en sí mismas, en lugar de prestar atención a otras amenazas más plausibles, caso de la transmisión de plagas o la producción de nuevas epidemias.

## El deseo de desextinguir especies y sus posibles utilidades
El anhelo de ver vivos a seres de los que solo se tiene noticia por reconstrucciones ha cautivado desde hace décadas a niños, adultos y también a biólogos. En noviembre de 1864, Julio Verne especuló en Viaje al centro de la Tierra con que algunos de los grandes saurios siguiesen viviendo en el interior del planeta. También, a principios del siglo XX,  Arthur Conan Doyle ((1912) 1986) escribió El mundo perdido, donde narra la fascinación del encuentro con dinosaurios e incluso con ejemplares de los primeros homínidos.
Pero la desextinción no solo permitiría ver vivos a seres asombrosos, posee otras ventajas adicionales como:
- Puede aportar abundantes conocimientos a disciplinas como la genética.[2]
- Puede contribuir a detener o frenar la sexta gran extinción[3] o Extinción masiva del Holoceno,[4] es decir, una desaparición superior al 50 % de todas las especies vivas en menos de un tres millones y medio de años.[5] Pese a que esta ventaja y la existencia misma de la sexta gran extinción han sido puestas en duda.[nota 2] Según Calvo Sendín, Esteve Selma y López Bermúdez (2000, p. 194) cualquier forma de desextinción rellenaría rápidamente algunos de los nichos ecológicos dejados, algo que la naturaleza podría tardar millones de años o incluso más. Sin embargo, y esto es lo preocupante, no existe consenso alguno sobre si la desextinción pueda constituir o no un remedio para detener esta pérdida de biodiversidad.[2]

## Desextinción genómica del mamut lanudo
La reconstrucción genética del mamut lanudo (Mammuthus primigenius) es un proyecto de desextinción que busca recrear ejemplares funcionales de esta especie extinta mediante técnicas de ingeniería genética y biología sintética. A diferencia de la clonación tradicional, que requiere ADN intacto, el enfoque se basa en la edición del genoma del elefante asiático (Elephas maximus), su pariente vivo más cercano (99.6% de similitud genética), para introducir rasgos típicos del mamut, como pelo lanudo, grasa subcutánea y hemoglobina especializada. El objetivo final es crear un híbrido elefante-mamut capaz de habitar en ecosistemas árticos, contribuyendo a la restauración de la estepa de mamut, un bioma desaparecido que regulaba el clima.
Empresas como Colossal Biosciences (cofundada por el genetista George Church en EE. UU.) y colaboradores científicos en Parques pleistocénicos (Rusia) lideran la investigación, con estimaciones tentativas de los primeros embriones híbridos para finales de la década de 2020.

## Técnicas

### Cría selectiva

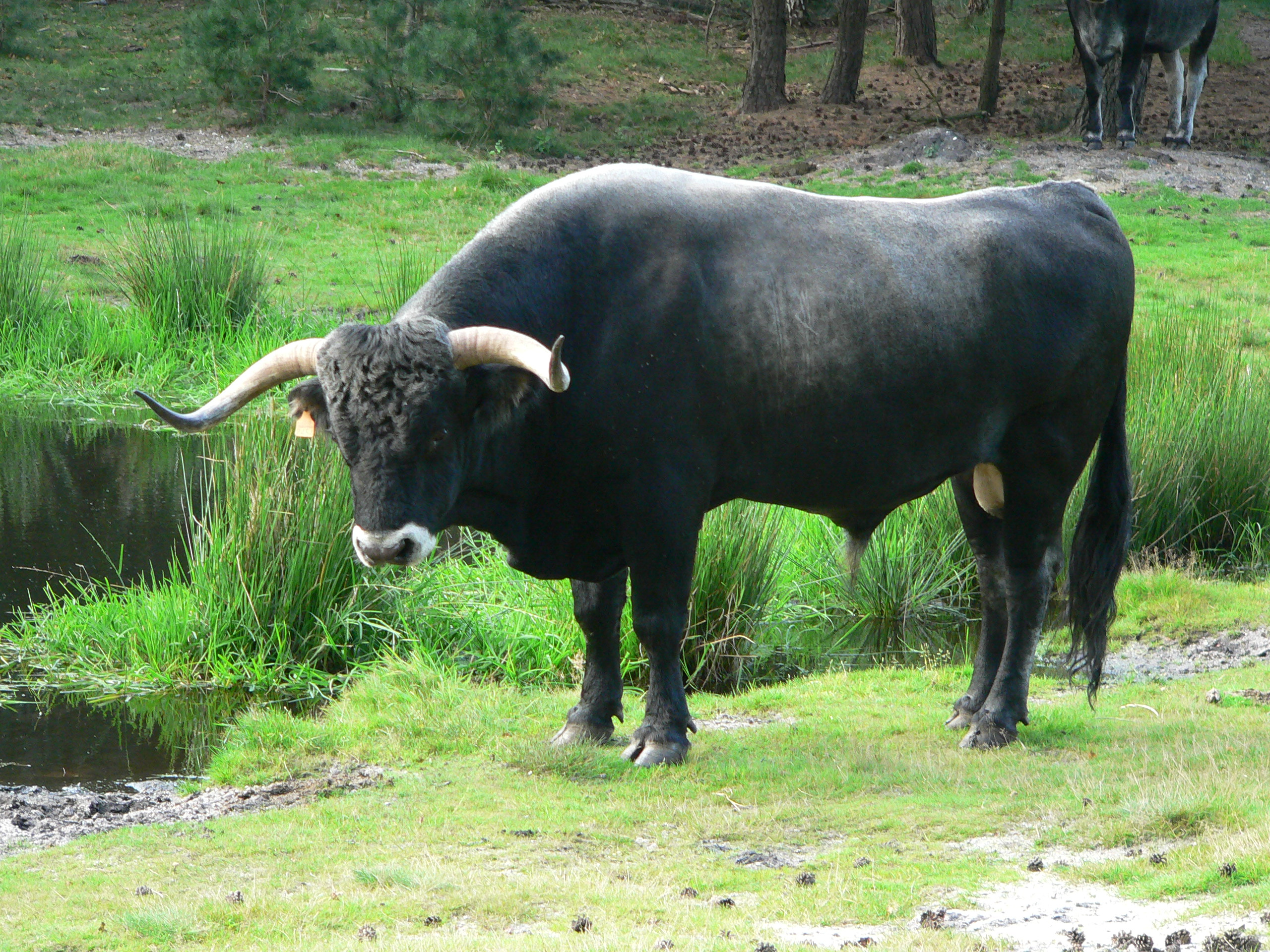
Toro tudanco, intento neerlandés de reconstruir un uro euroasiático con la técnica de la cría selectiva.

La cría selectiva ha sido la primera vía en intentarse y aún cuenta con partidarios. Los precursores de la misma fueron Heinz y Lutz Heck, dos biólogos y ganaderos alemanes. En la década de 1920 ambos germanos se marcaron como objetivo recuperar el uro euroasiático. Su técnica consistía en cruzar distintas razas de ganado bovino hasta lograr los rasgos físicos considerados por ellos característicos de este rumiante desaparecido en el siglo XVII. Los rasgos que consideraron más característicos fueron el tamaño, la cornamenta y la fiereza, esta última enfatizada por fuentes que lo conocieron vivo. El proyecto recibió considerable apoyo por parte de Hermann Göring y el régimen nacionalsocialista como un ejemplo de la superioridad alemana, en este caso en el campo de las ciencias biológicas.
El resultado se conoce como toro Heck y sus creadores afirmaron estar satisfechos con los resultados, pues habían obtenido un ejemplar grande y bravo. Sin embargo, actualmente se lo considera un intento fallido. Según Lewens (2015, p. 66 y siguientes), los investigadores trataron de lograr las características que a ellos les parecían relevantes, cuando se ha constatado que su recreación cuenta con muchas menos rasgos del uro que, por ejemplo, las vacas actuales.
Pese a los fracasos de los Heck y otros posteriores, la técnica continúa empleándose. Así se afirma que los uros ya están desextinguidos y varios ejemplares fueron llevados a lugares como España. En Sudáfrica se ha tratado de revivir una especie de cebra y en Estados Unidos se intenta «resucitar» a una tortuga gigante desaparecida en el siglo XIX. Incluso existe un proyecto para retomar las investigaciones de los dos hermanos y volver a recrear el uro, el llamado Taurus Programme, pero en esta ocasión empleando muchas más especies y buscando una similitud no solo morfológica, sino también genética, resume Tim Lewens (2015, p. 67).

### Clonación

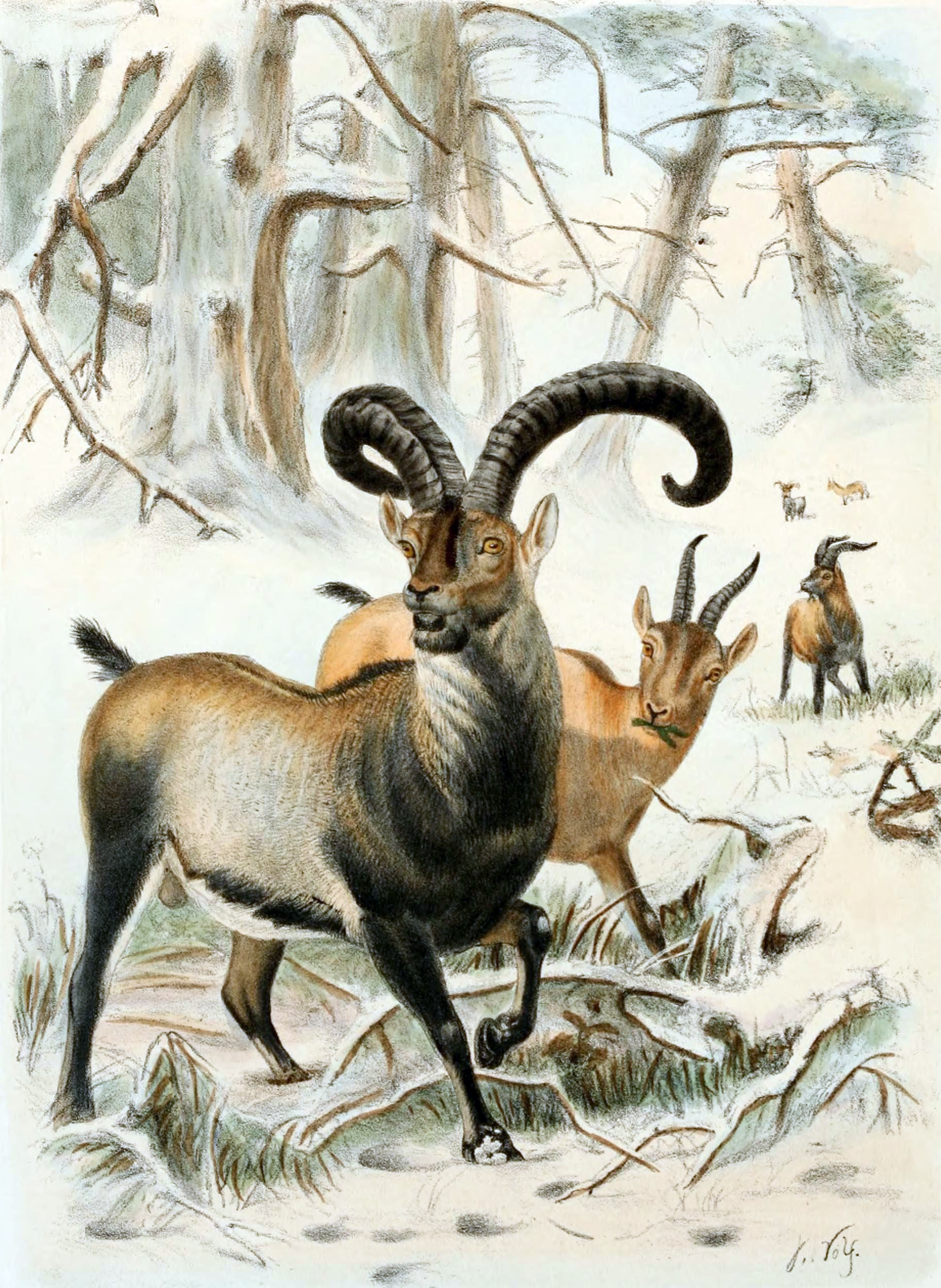
El bucardo es una de las pocas especies que se logró desextinguir durante unos minutos.

Esta técnica persigue volver a engendrar un animal por segunda vez. Para lograrlo es necesario reunir dos requisitos. Primero es necesaria una secuencia completa de ADN, para insertarla en un óvulo al que se le ha quitado el núcleo. En segundo lugar resulta imprescindible alterar las proteínas de dicho núcleo. Si todo resulta correcto el cigoto se irá duplicando solo, hasta lograr un embrión genéticamente idéntico al progenitor, o casi.
De los dos requisitos mencionados el primero se ha confesado muy difícil de conseguir o incluso imposible con la tecnología disponible. Por este motivo la clonación resulta por el momento inviable con seres extintos hace millones de años, por la imposibilidad de conseguir aún una molécula de ADN completa y válida. Por ejemplo, Jack Horner ha intentado obtener una de mosquitos conservados en ámbar y también a partir de una médula ósea en buen estado perteneciente a un tiranosaurio. En los dos casos el material genético había perdido grandes cantidades de información o había desaparecido.
Por su parte, la inserción del material genético en un óvulo y su posterior duplicación se ha conseguido con distintas técnicas, pero ninguna ha cosechado buenos resultados con ADN proveniente de una especie desaparecida.
Por el momento, solo en un caso sí se obtuvo un relativo éxito. El último bucardo español, la cabra Celia, fue clonada varias veces y en una de ella el embarazo llegó a término, pero el vástago no vivió más de unos minutos. Fallecería por malformaciones en su aparato respiratorio. Pese a ello, varios científicos españoles siguieron reuniendo fondos para intentarlo nuevamente.

### Inhibición genética

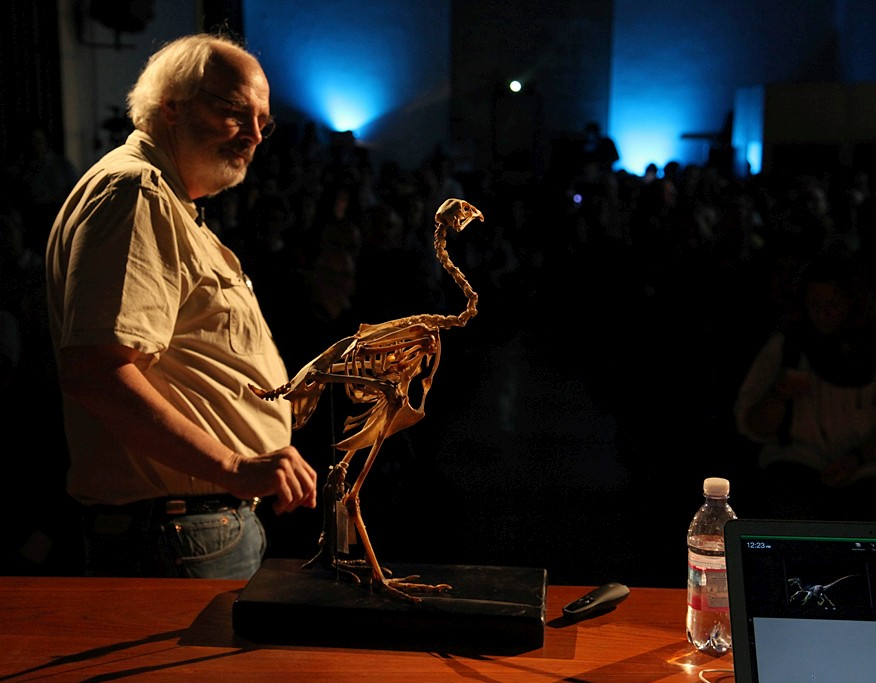
Jack Horner, defensor de la desextinción por manipulación genética.

Esta técnica fue propuesta por los paleontólogos Horner y Gorman (2009). Ambos, sobre todo Jack Horner, son expertos muy reputados en su campo por haber contribuido a crear la nueva imagen de los dinosaurios, es decir, la de animales inteligentes, ágiles y rápidos, en contraposición de la idea clásica que los representaba como grandes masas lentas, torpes y estúpidas.
Ante los malos resultados cosechados en la búsqueda de ADN cretácico, los paleontólogos estadounidenses han propuesto lograr un terópodo modificando genéricamente huevos de aves, los descendientes de los dinosaurios. Horner y su equipo intentan anular las proteínas que bloquean los genes contenidos en un huevo de gallina y que son los artífices de rasgos como el pico dentado. Inicialmente se restringirían solo a tres características: obtener dientes, aumentar el crecimiento y permitir la formación de garras. Horner reconoce que así no se obtendría un dinosaurio, sino un pollo modificado, pero sería un buen punto de partida para ir aumentando el número de cambios hasta lograr un terópodo completo.
Para llevar a buen término todo el proceso de inhibición genética, el camino será descubrir uno por uno todos los genes causantes de las características deseadas, para después actuar sobre cada una de las proteínas que los bloquean.
La desextinción por inhibición de proteínas no ha sido probada aún. El paleontólogo de Montana y su equipo afirmaron en 2013 haber logrado identificar uno de los tres genes objetivos, el de los dientes. Los otros dos podrían ser localizados en un máximo de siete años, según ellos. Pese a su estado embrionario, a esta técnica se le atribuye más recorrido y más versatilidad que a los otros dos.

## Problemas
La desextinción está planteando multitud de problemas técnicos, pero también levanta dudas en los campos de la ecología, el derecho y la ética.
  Para empezar, cada una de las tres técnicas (cría selectiva, clonación e inhibición genética) tiene sus propias desventajas, pero una común a todas es la falta de diversidad genética. Tras conseguir el primer ejemplar sería necesario un segundo de otro sexo con el cual garantizar la reproducción. Pero los problemas para perpetuar la especie no acabarían ahí, después resultarían imprescindibles varios más diferentes con los que salvar el peligro que supone la endogamia.

### Problemas técnicos
Todas las técnicas utilizadas hasta el momento han presentado desventajas considerables. La cría selectiva no deja de ser una aproximación a lo que se trata de revivir, nunca se logrará la misma especie desde el punto de vista genético porque los cruces no contienen toda la información necesaria. Algo similar le sucedería a la inhibición, caso de confirmarse como viable. Será imposible garantizar que no falta un gen por inhibir o uno por desinhibir. Por muy buenos resultados que logren ambos métodos, siempre serán aproximaciones al no contar con un original con el que comparar el desextinguido. Esto despierta la duda legal sobre si los ejemplares obtenidos deben considerarse o no como la misma especie que se desea desextinguir. De llegar a considerarse la misma especie los vástagos estarían automáticamente bajo el amparo de las leyes proteccionistas, al menos las primeras decenas de individuos, con todas las restricciones que dichas leyes imponen en los diferentes países.
Por su parte, las distintas técnicas de clonación aún necesitan perfeccionarse más para reducir el porcentaje de fracasos, considerado muy grande. La clonación de Celia, el bucardo español, requirió de varios intentos previos y solo un embrión llegó a nacer. Además, en los casos más favorables, el de animales extintos hace solo algunas décadas o siglos, es probable que las muestras de ADN se tomen de ejemplares adultos o incluso viejos, por tanto con un riesgo considerable de generar embriones ya envejecidos y con su capacidad reproductora mermada. Además las muestras vendrán con alguna tasa de consanguinidad debido a ser los últimos. Todo ello los hace candidatos poco aptos para perpetuar la especie.

### Problemas medioambientales
Muchas de las especies que se proponen como candidatas a la desextinción desaparecieron hace miles o millones de años. Es muy probable que los ecosistemas donde habitaban hayan desaparecido ya. Pero, aunque no fuese así, entra dentro de lo posible que su nicho ecológico esté ocupado por otro animal o planta. Por todo ello, se las convertiría en especies invasoras al traerlas de vuelta.
Otro problema más estriba en la posibilidad de crear nuevas enfermedades. Por una parte su genética puede despertar virus ahora inertes, los llamados retrovirus. Por otra está la posibilidad de que resulten un nuevo vector para propagar plagas y epidemias, este peligro se advirtió ante los intentos de desextinguir la paloma migratoria americana; ave que, como su nombre indica, realizaba migraciones por el continente americano en bandadas de miles e incluso millones de animales. Si se reviviera y los ejemplares desextintos conservaran sus costumbres migratorias estos podrían transportar virus y bacterias a lo largo de miles de kilómetros.

### Problemas éticos
La desextinción crea dilemas ante las dificultades que presumiblemente afrontarán por los ejemplares traídos de vuelta. Desde malformaciones hasta la inadaptación a un ambiente que ya no es el suyo. De antemano se les condena a una existencia con cierto sufrimiento y muy posiblemente a una nueva extinción por consanguinidad, enfermedades inexistentes en su época, o por carecer de comportamientos adaptativos que debían haber aprendido de sus padres. Estos problemas éticos se multiplican cuando se trata de un homínido, como el intento de revivir un hombre de neandertal. En este caso surgen las dudas de cómo educarlo, si insertarlo en la sociedad de los Homo sapiens o crear una para él, además de la prohibición legal en muchos países de investigar la clonación empleando seres humanos, ya sea como clones o como madres de alquiler.
Otro problema más lo constituye la lógica dispersión de recursos económicos y humanos. Si se ve como posible desextinguir cualquier especie cabe la posibilidad de que no se destinen más esfuerzos a la prevención, al menos en un principio, lo que implicaría riesgos ecológicos durante los periodos comprendidos entre la extinción y la posterior desextinción. Por este motivo, algunos científicos han propuesto que no se destinen fondos públicos a este fin, sino que sean entidades privadas las que financien cualquier intento.

## La desextinción en la cultura popular

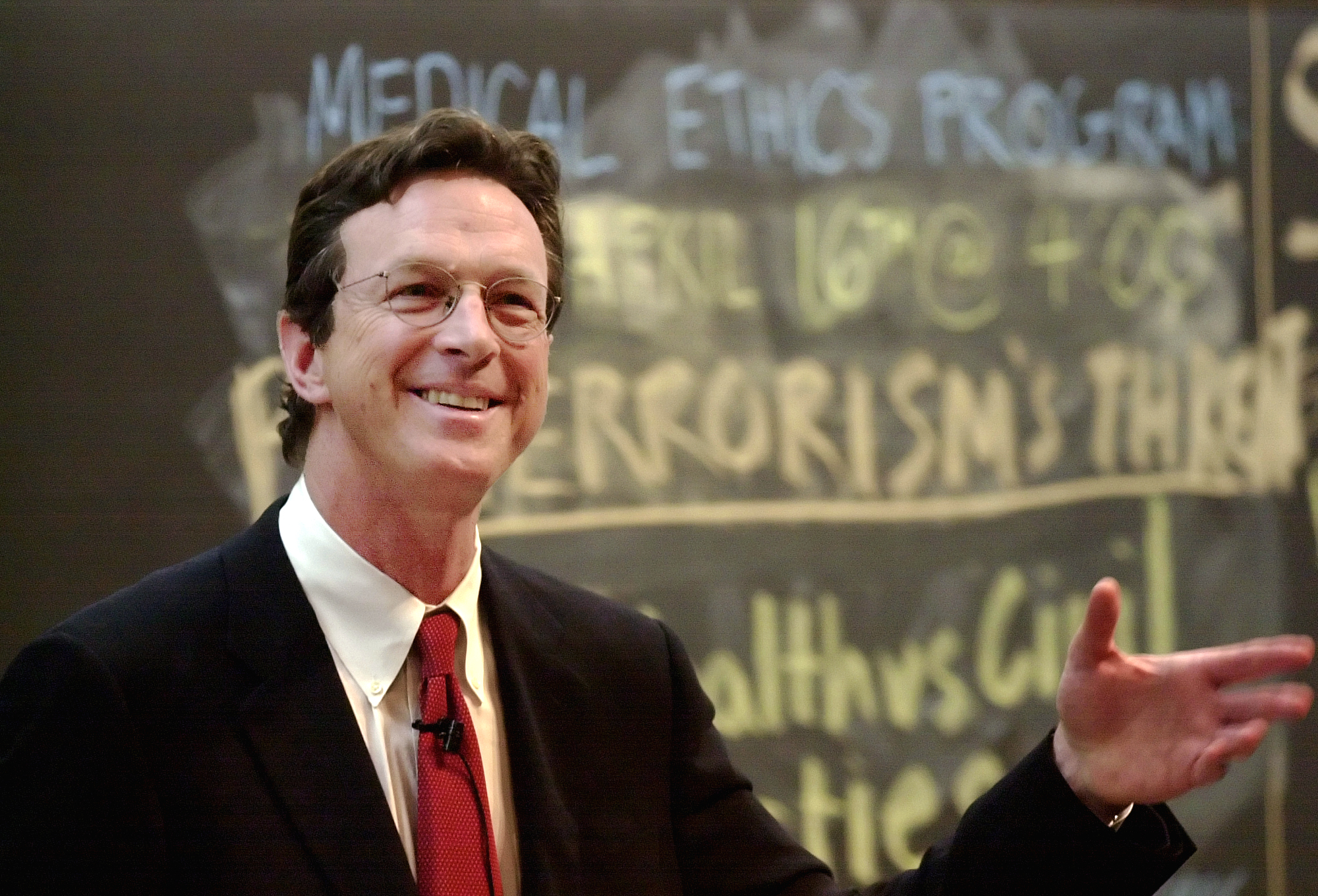
Michael Crichton, uno de los novelistas que ha contribuido a popularizar la desextinción.

La desextinción es un argumento socorrido por la literatura y el cine, sobre todo cuando se trata del género ficción científica. Julio Verne y Conan Doyle ((1912) 1986) ya utilizaron algo parecido, la pseudoextinción, como hilo conductor de sus novela Viaje al centro de la Tierra y El mundo perdido.
Con la llegada de la genética y otras disciplinas relacionadas, novelistas como Michael Crichton primero y cineastas como Steven Spielberg después han popularizado la desextinción de los grandes saurios. Posteriormente han seguido varias obras más aunque no tan afamadas, según Caldevilla Domínguez (2005). En el caso de Parque Jurásico la secuencia genética se obtiene de sangre contenida en insectos fosilizados y se complementa con ADN localizado en huevos. Ambas técnicas se han confesado inviables con la tecnología del siglo XXI.
Uno de los valores de la franquicia Parque Jurásico estriba en ser ya un referente cuando se trata de ilustrar el tema. Otro punto a su favor es mostrar parte de la problemática que la desextinción puede acarrear. Bien es verdad que tanto novelas como películas abordan la problemática desde un ángulo más catastrofista que realista, es decir, se cargan las tintas sobre la peligrosidad del animal en sí, como una especie invasora, y no en los virus que pudiera transportar o reproducir. Por último, se apunta como algo positivo de todas estas obras el plantear la polémica sobre las especies que deben desextinguirse y por qué razón esas y no otras.